# Bisdom Palm Beach
Het bisdom Palm Beach (Latijn: Dioecesis Litoris Palmensis) is een rooms-katholiek bisdom met als zetel Palm Beach, in de Amerikaanse staat Florida. Het bisdom is suffragaan aan het aartsbisdom Miami. 

## Geschiedenis
Het bisdom werd opgericht op 16 juni 1984, uit delen van het bisdom Orlando en het aartsbisdom Miami. 

## Parochies
Het bisdom had in 2021 een oppervlakte van 11.510 km2 en telde 2.188.158 inwoners waarvan 14,2% rooms-katholiek was.

## Bisschoppen
- Thomas Vose Daily (17 juli 1984 - 20 februari 1990)
- Joseph Keith Symons (12 juni 1990 - 2 juni 1998)
  - Robert Nugent Lynch (apostolisch administrator: 2 juni 1998 - 14 januari 1999)
- Anthony Joseph O’Connell (12 november 1998 - 13 maart 2002)
- Seán Patrick O’Malley (3 september 2002 - 1 juli 2003; kardinaal in 2006)
- Gerald Michael Barbarito (1 juli 2003 - heden)

## Galerij van afbeeldingen

Wapen van het bisdom
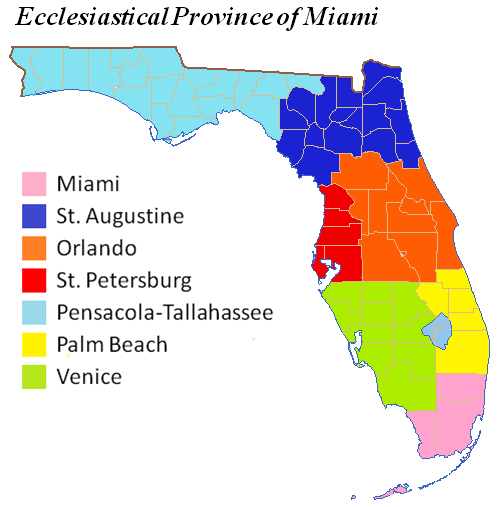
Kerkprovincie met aartsbisdom en suffragane bisdommen
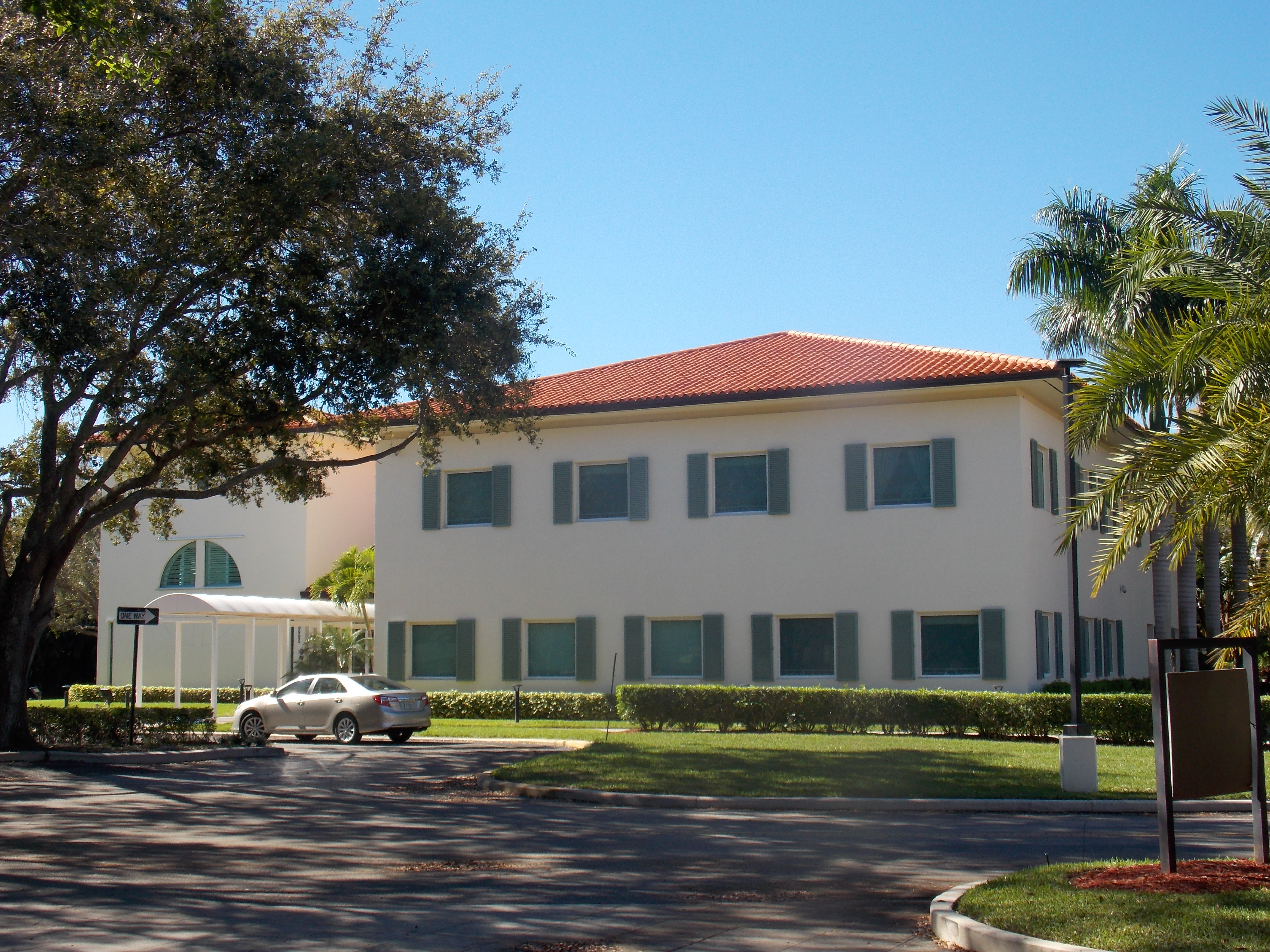
Pastoraal centrum
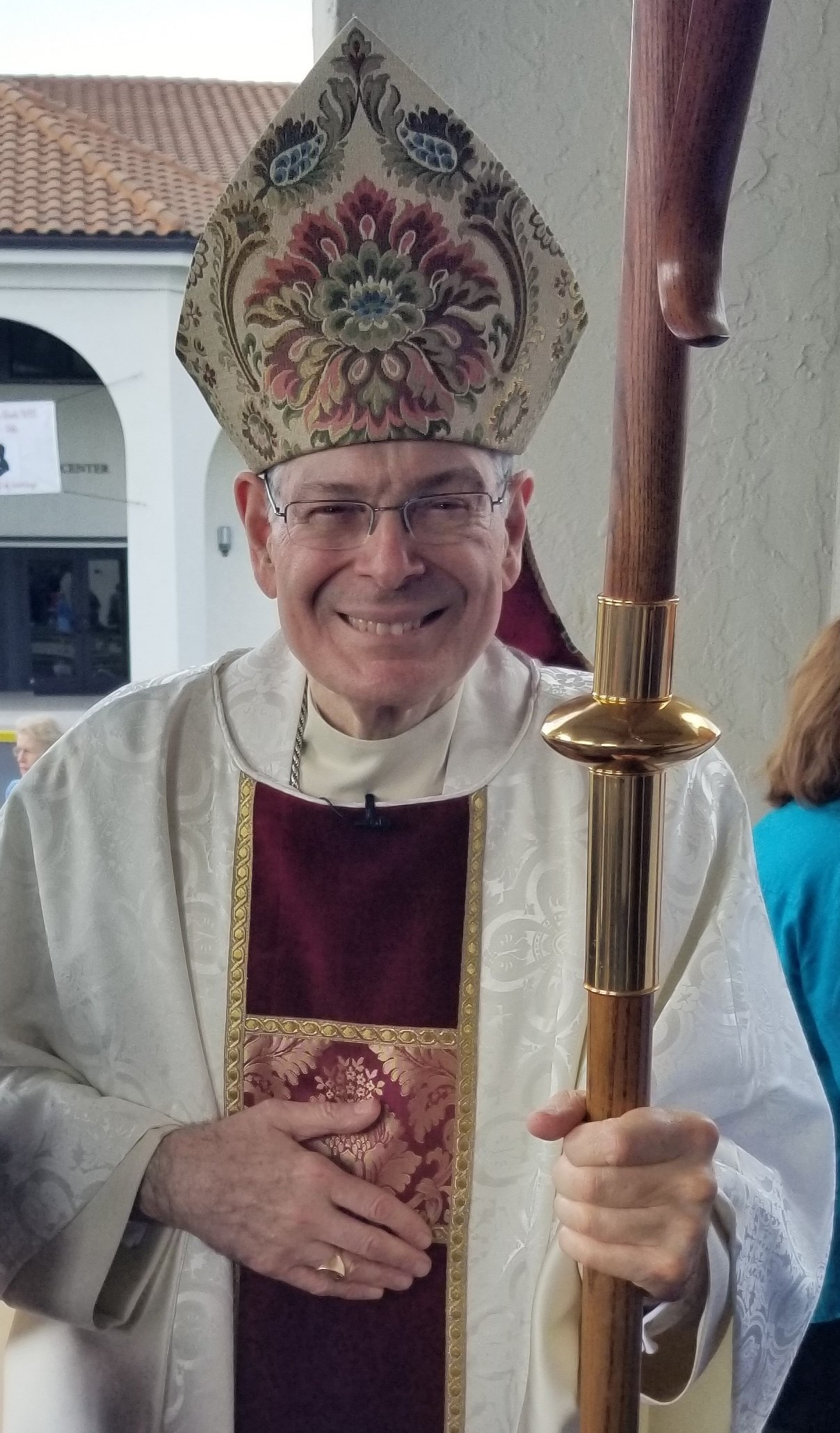
Bisschop Gerald Michael Barbarito (2003-heden)

Miami (aartsbisdom) · Orlando · Palm Beach · Pensacola-Tallahassee · Saint Augustine · Saint Petersburg · Venice